# Лысая гора (Салават)
Лысая гора — возвышенность на правом берегу реки Белой, в междуречье рр. Елга и Тор. Административно находится в Ишимбайском районе Башкортостана Российской Федерации, на границе с г. Салаватом.
Высота горы составляет 558 м. Гора с севера поросла дубово-осиновыми лесами Склоны крутые. Гора сложена песчаниками, алевролитами, сланцами рифея.
Рядом находятся вершины: гора Куланская (325,9 м.), гора Красный Камень (424 м.), гора Талы (382 м.), гора Зиргантау (376 м.), хребет Баш-Алатау (367 м.), гора Чубарецкая (354 м.), гора Харатау (278 м.)

## Туризм
С горы открывается вид на гору Зиргантау и город Салават. Рядом с горой располагаются туристические базы и лагеря отдыха молодежи.

## Растительный мир
На горе Лысой произрастает занесённый в Красную Книгу ковыль, земляника, шиповник.